# Stammstrecke
Eine Stammstrecke ist in einem Verkehrssystem die Strecke, die typischerweise in der Anfangszeit des Verkehrssystems zuerst gebaut wurde und zum Kern seines Verkehrsnetzes wurde.

## Historische Bedeutung des Begriffs
Historisch beschreibt der Begriff Stammstrecke die erstgebaute Eisenbahnstrecke eines Eisenbahnunternehmens. Alternativ spricht man hierbei auch von einer Ursprungsstrecke oder Kernstrecke. So ist beispielsweise die Albtalbahn die Keimzelle des heutigen Netzes der Albtal-Verkehrs-Gesellschaft. Ein weiteres historisches Beispiel ist die Stammstrecke der Köln-Mindener Eisenbahn-Gesellschaft.

## Moderne Bedeutung des Begriffs
Im öffentlichen Personennahverkehrs-System ist die Stammstrecke ein von mehreren oder allen Linien eines Netzes gemeinsam befahrener Abschnitt mit mindestens zwei Haltestellen. Meist befindet sich dieser Korridor in zentraler Lage, zum Beispiel in der Innenstadt einer Großstadt. An einem oder beiden Enden der Stammstrecke verzweigen sich die Linien in verschiedene Richtungen, meist in die Stadtteile und Vororte einer Agglomeration.
Stammt der Begriff ursprünglich aus der Eisenbahn, so findet er teilweise – mindestens im Marketing – heute auch Anwendung bei reinen Busbetrieben. Insbesondere wenn die Stammstrecke tariflich (z. B. Kurzstreckentarif oder kostenlose Beförderung auf der Stammstrecke) oder infrastrukturell (Busspur bis Bus Rapid Transit) vom restlichen Netz unterscheidbar ist, setzt sich diese Begrifflichkeit teilweise auch in der lokalen Alltagssprache durch.

## S-Bahn-Netze

### Deutschland
S-Bahn-Netze im deutschsprachigen Raum – insbesondere jene, welche seit den 1970er Jahren in Westdeutschland eröffnet wurden – haben oft eine Tunnelstrecke, welche einen historischen Kopfbahnhof um Durchgangsgleise erweitert. Diese Strecke nimmt daher oft alle oder die meisten Linien des S-Bahn-Verkehrs auf. Auch in anderen S-Bahn-Netzen findet sich teilweise eine Tendenz zu einer oder mehreren Stammstrecken, auch wenn diese teilweise Produkt längerer Entwicklung nach Einführung der S-Bahn und nicht deren historischer Startpunkt sind.

#### S-Bahn Berlin
Die erste preußische Eisenbahn von Berlin nach Potsdam wird nicht als Stammstrecke, sondern als „Stammbahn“ bezeichnet (Bahnstrecke Berlin–Magdeburg); heute fährt auf ihr zwischen den Bahnhöfen Yorckstraße und Zehlendorf die S1 der S-Bahn Berlin. Als Kernstrecken des Netzes gelten jedoch die Berliner Stadtbahn, die kreuzende Nord-Süd-Strecke und die Berliner Ringbahn.

#### S-Bahn Dresden
Die S-Bahn Dresden verfügt über eine Stammstrecke beginnend vom Bahnhof Dresden-Neustadt bis Dresden Hauptbahnhof.

#### S-Bahn Hannover
Die S-Bahn Hannover verfügt ebenfalls über eine Stammstrecke, diese beginnt am Haltepunkt Hannover Bismarckstraße und endet am Haltepunkt Hannover-Nordstadt.

#### S-Bahn Hamburg
Die S-Bahn Hamburg besitzt die nördliche Verbindungsbahn als historische Stammstrecke, auf der das S-Bahn-Netz entstand, und die südliche 1979 in Betrieb genommene City-S-Bahn, die die Innenstadt erschließt.

#### S-Bahn Köln
Bei der S-Bahn Köln gibt es eine Stammstrecke, die vom Haltepunkt Köln Hansaring über den Hauptbahnhof bis zum Bahnhof Köln Messe/Deutz führt. Die beiden nördlichen Gleise auf der Hohenzollernbrücke, die dafür im Nachhinein erweitert wurde, sind exklusiv der S-Bahn-Stammstrecke gewidmet.

#### S-Bahn Mitteldeutschland
Im Netz der S-Bahn Mitteldeutschland fungiert der City-Tunnel Leipzig als Stammstrecke für die meisten Verbindungen.

#### S-Bahn München
Die S-Bahn München plant neben der bestehenden Stammstrecke den Bau einer weiteren:
- Erste Stammstrecke
- Zweite Stammstrecke (im Bau)

#### S-Bahn Rhein-Main
Die S-Bahn Rhein-Main hat den City-Tunnel Frankfurt als Stammstrecke. Hier herrscht in der Hauptverkehrszeit ein 2,5-Minuten-Takt in beide Richtungen.
Der City-Tunnel Offenbach wird auch als Stammstrecke betitelt und in der Hauptverkehrszeit alle 5 Minuten in beide Richtungen bedient.

#### S-Bahn Rhein-Neckar
Die S-Bahn Rhein-Neckar verfügt über eine Stammstrecke, die von Schifferstadt über Ludwigshafen und Mannheim nach Heidelberg Hauptbahnhof führt. Sie wird von den meisten Linien des Netzes befahren.

#### S-Bahn Stuttgart
Bei der S-Bahn Stuttgart wird die unterirdische Verbindungsbahn zwischen Hauptbahnhof und Schwabstraße als Stammstrecke bezeichnet.

### Österreich

#### S-Bahn Wien
Die S-Bahn Wien besitzt eine Stammstrecke zwischen Bahnhof Floridsdorf und Bahnhof Meidling. Seit 2017 hat sie analog zu U-Bahn-Linien eine Kennfarbe, nämlich altrosa.

### Schweiz

#### S-Bahn Léman
Die neue Bahnstrecke Cornavin–Eaux-Vives–Annemasse (Eröffnung Dezember 2019) ist die Stammstrecke der neuen schweizerisch-französischen S-Bahn Léman entlang dem Genfersee zwischen Lausanne – Genf – Annemasse – Évian-les-Bains – Annecy – Saint-Gervais-les-Bains

#### S-Bahn Zürich
Auch wenn nicht so benannt, ist die 1990 eröffnete Strecke Bahnhof Stadelhofen – Hirschengrabentunnel – Hauptbahnhof Zürich (Tiefbahnhof Museumsstrasse) – Bahnhof Hardbrücke die Stammstrecke der S-Bahn Zürich.
Die Durchmesserlinie Altstetten–Zürich HB–Oerlikon ist die zweite Stammstrecke der S-Bahn Zürich.

## U-Bahn- und Stadtbahn-Netze

### U-Bahn Berlin
Die Stammstrecke der Berliner U-Bahn ist unterteilt in:
- östliche Stammstrecke (Teil der heutigen U1)
- westliche Stammstrecke (Teil der heutigen U2)

### U-Bahn Frankfurt
Die U-Bahn Frankfurt verfügt über vier Stammstrecken:
- A-Strecke
- B-Strecke
- C-Strecke
- D-Strecke

### U-Bahn München
Bei der U-Bahn München sind drei Stammstrecken in Betrieb:
- Stammstrecke 1 (U-Bahn München)
- Stammstrecke 2 (U-Bahn München)
- Stammstrecke 3 (U-Bahn München)

### U-Bahn Nürnberg
Historisch ist die U3 der U-Bahn Nürnberg ein Abzweig aus der U2. Zwischen U-Bahnhof Rathenauplatz und U-Bahnhof Rothenburger Straße überlagern sich beide Linien, sodass hier von deren gemeinsamer „Stammstrecke“ gesprochen werden kann.

### Stadtbahn Dortmund
Bei der Stadtbahn Dortmund gibt es:
- Stammstrecke 1 (Stadtbahn Dortmund)
- Stammstrecke 2 (Stadtbahn Dortmund)
- Stammstrecke 3 (Stadtbahn Dortmund)

### Stadtbahn Düsseldorf
Bei der Stadtbahn Düsseldorf sind drei Stammstrecken in Betrieb. Zwei weitere Strecken sind in Planung:
- Stammstrecke 1 (Stadtbahn Düsseldorf)
- Stammstrecke 2 (Stadtbahn Düsseldorf)
- Wehrhahn-Linie (Stammstrecke 3 der Stadtbahn Düsseldorf), eröffnet am 21. Februar 2016
- Stammstrecke 5 (Stadtbahn Düsseldorf) (langfristige Planung)
- Stammstrecke 6 (Stadtbahn Düsseldorf) (langfristige Planung)

### Stadtbahn Bielefeld
- Die Stammstrecke der Stadtbahn Bielefeld erstreckt sich vom Hauptbahnhof über den Jahnplatz zum Rathaus und wird von allen vier Linien angefahren.

### Straßenbahn Würzburg
- Die Stammstrecke der Straßenbahn Würzburg verläuft vom Hauptbahnhof bis zum Sanderring und wird zumindest abschnittweise von allen Linien befahren.

### Straßenbahn Kassel
- In der Innenstadt verläuft die Stammstrecke der Straßenbahn Kassel zwischen der Haltestelle „Am Stern“ und dem Rathaus. Sie wird von zwei Regiotram-Linien und sechs Tramlinien bedient.

### Straßenbahn Linz
- Die Linzer Straßenbahn besitzt eine Stammstrecke, die alle Tramlinien befahren.

### Straßenbahn Graz
- Der Abschnitt zwischen den Haltestellen Jakominiplatz und Hauptplatz/Congress wird von allen regulären Tageslinien der Straßenbahn Graz befahren.

## Schnellfahrstrecke Hannover–Berlin
Auf der Schnellfahrstrecke Hannover–Berlin werden die nur teilweise elektrifizierten Gleise, welche vom Regional- und Güterverkehr parallel zu den beiden Hochgeschwindigkeitsgleisen genutzt werden, als Stammstrecke bezeichnet. Ihre Kilometrierung entspricht der Kilometrierung der Schnellfahrstrecke minus 100.